# 나를 부르는 숲
《나를 부르는 숲》(영어: A Walk in the Woods)은 2015년 공개된 미국의 전기 코미디 드라마 영화로, 빌 브라이슨의 동명 여행기를 원작으로 한다. 켄 콰피스가 연출했고, 로버트 레드퍼드, 닉 놀티, 에마 톰프슨 등이 출연했다.

## 줄거리
60대 작가 빌 브라이슨은 충동적으로 애팔래치아산맥 트레일을 하이킹하기로 결정한다. 아내 캐서린은 최악의 경우 사망에까지 이를 수 있다며 반대하다가 단독 산행을 하지 않는 것을 조건으로 겨우 허락한다. 빌은 주변 친구들에게 의향을 묻지만 장난 취급을 받거나 제정신이냐며 거절당한다. 뜻밖에도 오래 연락을 끊고 살았던 옛 친구 스티븐이 먼저 연락을 해온다. 함께 등반에 나선 둘은 여러 흥미로운 인물들을 만나는 가운데 각종 장애를 겪으며 자신들이 얼마나 성취 불가능한 야심을 품었는지 깨닫게 된다.

## 출연
- 로버트 레드퍼드 - 빌 브라이슨 역
- 닉 놀티 - 스티븐 캐츠 역
- 에마 톰프슨 - 캐서린 브라이슨 역
- 크리스틴 샬 - 메리 엘런 역
- 닉 오퍼먼 - REI 데이브 역
- 메리 스틴버전 - 지니 역
- 헤일리 러빗 - 도나 역
- 크리스티 패리스

## 기타 제작진
- 의상: 리 레버렛